# Zkouška tvrdosti podle Vickerse

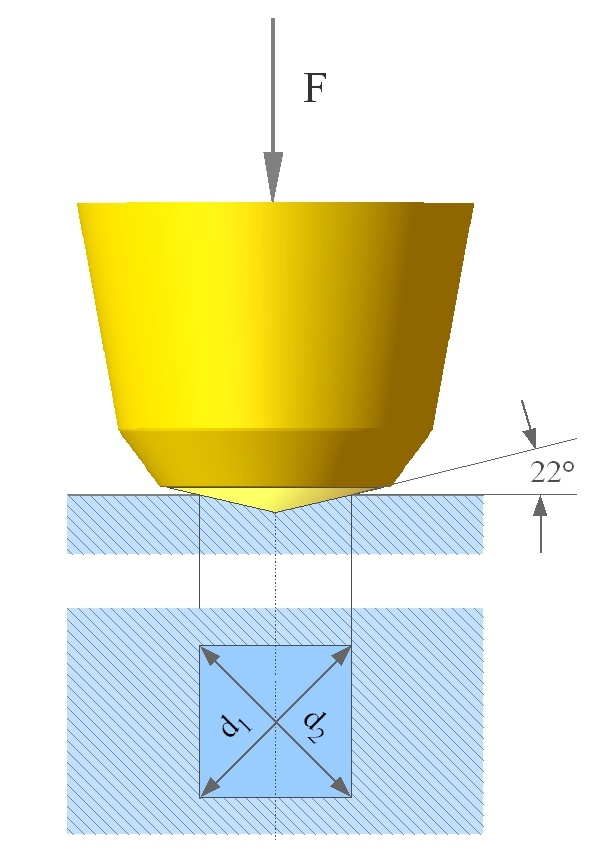
Schéma

Zkouška tvrdosti podle Vickerse patří mezi statické zkoušky tvrdosti materiálu.
Způsob jejího provedení je popsán a ujednocen normou ISO 6507-1.
Princip spočívá ve vnikání zkušebního tělesa – indentoru – do zkoumaného materiálu a následného zjišťování míry deformace tohoto materiálu. Jakožto indentor se v tomto případě používá diamantový čtyřboký jehlan s vrcholovým úhlem 136°, měřítkem tvrdosti materiálu jsou délky dvou úhlopříček vtisknutého jehlanu. Vickersova zkouška se označuje HV, je značně univerzální, lze ji použít na tvrdé i měkké materiály. Její výhodou je též to, že výsledná hodnota tvrdosti nezávisí na zatěžovací síle. Toto však platí pouze při zkoušce tvrdosti homogenního materiálu. Při zkoušce tvrdosti povlaků je třeba aby maximální hloubka vtisku nepřesáhla 1/10 tloušťky zkoušeného povlaku. V takovémto případě se volí odpovídající zatížení již od 10g.

## Další metody mechanického zkoušení kovů
- Tvrdost
- Zkouška tvrdosti podle Brinella
- Zkouška tvrdosti podle Rockwella
- Zkouška tvrdosti podle Knoopa
- Zkouška tvrdosti podle Grodzinského
- Zkoušky tlakem
- Zkoušky tahem